# Vismirnovita
La vismirnovita es un mineral hidróxido cuya composición corresponde a Zn[Sn4+(OH)6].
Fue descrito por primera vez en 1981 por N.K. Marshukova, A.B. Pavlovskii, G.A. Sidorenko y N.I. Chistyakova.
Recibe su nombre por Vladimir Ivanovich Smirnov (1910–1988), académico de recursos minerales de la Universidad de Moscú y uno de los primeros investigadores de los depósitos de estaño de Asia Central.

## Propiedades
La vismirnovita es un mineral transparente de color amarillo pálido y brillo vítreo.
Con luz reflejada adquiere una coloración gris oscura.
Tiene dureza 4 en la escala de Mohs y una densidad de 4,073 g/cm³.
Es muy soluble an ácido clorhídrico.
Cristaliza en el sistema cúbico, clase hexaoctaédrica.
Su composición elemental aproximada corresponde a un 41% de estaño y un 20-23% de zinc; como principales impurezas se pueden encontrar hierro y cobre.
La vismirnovita es miembro del subgrupo mineralógico de la schoenfliesita (M2+[Sn4+(OH)6]), del que también son miembros, entre otros, la mushistonita, la natanita y la tetrawickmanita.

## Morfología y formación
La vismirnovita se forma por oxidación de sulfuros de estaño preexistentes en depósitos de estaño.
Aparece asociada a minerales tales como estannita, natanita, malaquita, azurita y goethita.

## Yacimientos
Este mineral tiene dos co-localidades tipo: la primera es el depósito de Mushiston (provincia de Sughd, Tayikistán), emplazamiento que da nombre a la mushistonita, y la segunda es el depósito de estaño de Trudovoe (provincia de Ysyk-Kol, Kirguistán). Ambas son también co-localidades tipo de la natanita.
Las otras dos localizaciones conocidas de este mineral están en China, en Lechang (Guangdong) y Pingwu (Sichuán).